# أليكسندر فيرتوفس
أليكسندر فيرتوفس (16 يونيو 1987 بريغا في لاتفيا - ) هو لاعب كرة قدم لاتفي في مركز الوسط. شارك مع منتخب لاتفيا تحت 21 سنة لكرة القدم ومنتخب لاتفيا لكرة القدم. أما مع النوادي، فقد لعب مع كورونا كييلتسى ونادي سكونتو وFC Sevastopol ‏ وJFK Olimps ‏.

## وصلات خارجية
- أليكسندر فيرتوفس على موقع الاتحاد الأوربي (الإنجليزية)
- أليكسندر فيرتوفس على موقع اتحاد أوكرانيا (الإنجليزية)
- أليكسندر فيرتوفس على موقع إي إس بي إن إف سي (الإنجليزية)
- أليكسندر فيرتوفس على موقع قاعدة بيانات كرة القدم.إي يو (الإنجليزية)
- أليكسندر فيرتوفس على موقع ناشيونال فوتبول تيمز (الإنجليزية)
- أليكسندر فيرتوفس على موقع Soccerbase.com (لاعب) (الإنجليزية)
- أليكسندر فيرتوفس على موقع Soccerway.com (الإنجليزية)
- أليكسندر فيرتوفس على موقع عالم كرة القدم.نت (الإنجليزية)